# Nguyễn Phúc Miên Nghi
Nguyễn Phúc Miên Nghi (chữ Hán: 阮福綿宜; 30 tháng 12 năm 1810 – 12 tháng 8 năm 1874), là một hoàng tử của nhà Nguyễn. Ông nổi tiếng là người có tài thơ ca và phát triển mảng nông nghiệp.

## Tiểu sử
Miên Nghi là con trai thứ tư của Minh Mạng, mẹ là Trang tần Trần Thị Tuyến (陳氏線; 1791 - 1852), con gái của Vệ uý Trần Công Nghị. Trước kia, ông còn có húy là Dục (昱). Sau khi Minh Mạng lên ngôi đã ban Ngự chế Kim sách về Đế hệ thi thì ông mới được đổi tên thành Nguyễn Phúc Miên Nghi (阮福綿宜). Ông còn là anh cùng mẹ với Trấn Man Quận công Miên Tích (hoàng tử thứ 23 của Minh Mạng).

### Thời Minh Mạng
Sử sách ghi lại, hoàng tử Miên Nghi là một người khôi ngô, vóc dáng cao to, tính khí hào hùng. Khi tới tuổi được mở phủ đệ thì học hành giỏi cả văn lẫn võ, đọc rộng khắp các kinh sử và là một tay cưỡi ngựa bắn cung thạo cả lục nghệ.
Năm Minh Mạng thứ 11 (1830), ông được phong làm Đức Thọ công (德壽公), sang năm thứ 14 thì cải phong thành Ninh Thuận công (寧順公). Khi đổi phong, vua Minh Mạng dụ Nội các rằng: “Miên Nghi tính chất bình thường, đức nghiệp chưa tiến, mà phong tước hiệu là Đức Thọ thì thực quá đáng, vì danh không xứng với thực. Vậy đổi phong là Ninh Thuận công, khiến cho càng thêm tỉnh thức trau dồi, học hành ngày càng tiến để có ý tha thiết của vua cha dạy dỗ tôi con”.
Năm thứ 17 (1836), vua sai ông tạm giữ chức Tả Tôn nhân Tôn Nhân phủ. Năm 1840, Minh Mạng lại sai Miên Nghi cùng Hoàng trưởng tử Miên Tông (vua Thiệu Trị sau này) thực tập chính sự, duyệt lại danh sách xét án mùa thu, công đều nhường Hoàng trưởng tử quyết định, được vua khen ngợi.
Trong một lần ông cùng Miên Tông tháp tùng theo vua cha đi thăm lúa ở ruộng tịch điền phía Bắc phòng thành, vua quay lại bảo 2 hoàng tử rằng: “Trẫm vừa xem xây đắp mặt trong về bên tả Kinh thành, sai đem con trâu nhà nước ra kéo xe đất, trâu tức thì nằm phục xuống không đi. Đó vì trâu ấy ở Thừa Thiên được chăn nuôi đã ba năm nay, chưa từng bắt đi cày, nên lười biếng quen tính, một khi dùng đến, không chịu nổi! Trâu còn như thế, huống chi là người!”. Vua bảo tiếp: “Phàm con nhà giàu sang ăn ngon mặc đẹp không quen vất vả thì đến lúc làm việc làm chẳng nổi. Trẫm từ ngày lên ngôi coi chầu xét việc đến khi xế bóng mới nghỉ, dầu ở cung cũng xem xét các sớ chương ở các nơi gởi về. Trẫm nghĩ có siêng năng thì việc mới thành nên chẳng dám nhàn rỗi. Các con còn trẻ có sức mạnh nên tập làm việc chớ ham chơi bời, biếng nhác”.

### Thời Tự Đức
Năm Tự Đức thứ 3, công xin được lập nhà Tôn học để dạy cho con cháu của các hoàng thân, vua cho là phải. Sau ông lại xin cho phạm nhân là Cử nhân Phan Văn Xưởng làm chức giảng tập trong phủ Tôn Nhân. Vua mắng trách rằng: “Việc giáo tập tất phải lấy người có đức hạnh văn chương mới có thể làm mô phạm, nếu lấy người phạm tội sung vào, thì sự thể còn ra sao nữa?”, vua không cho.
Ninh Thuận công cho dựng cơ nghiệp ở phía Đông thành, sống đạm bạc giản dị, những lúc nhàn rỗi thì đọc sách, đọc chán lại ra đồng lo việc cỏ lúa. Năm Tự Đức thứ 5, ông dâng lên vua thứ lúa tốt, nhân đó Tự Đức làm tặng ông bài thơ “Gia hoà” và cho thưởng kim tiền.
Năm thứ 18, Tự Đức chuẩn cho ông được miễn lạy khi vào triều, để tỏ chí ý tôn thân, sai giữ chức Hữu tôn chính phủ Tôn Nhân. Nhân mừng thọ Ninh Thuận công được 60 tuổi, vua ban cho phẩm vật và tặng một bài thơ:
Ác chưởng đồng chu nhật
Thân tình tứ trượng niên
Trung phương ưng tự bích
Ngoại trực phỉ y liên
Ngu lão tam bôi tửu
Di tôn sở khoảnh điền
Vạn thuần phù ý phạm
Viên giác cửu di kiên
Năm thứ 37, Tự Đức có ý tấn phong Ninh Thuận công và Thọ Xuân công làm Quận vương. Cả hai đều cho là theo lệ quốc triều, các thân phiên lúc còn sống chưa có ai được phong tước vương cả. Vua không cho, “buộc” cả hai phải nhận. Thọ Xuân công bèn nhận lễ phong.
Còn Ninh Thuận công, sau vì mắc bệnh nên chưa kịp tuyên phong thì đã chết, thọ 64 tuổi. Vua nghe tin ông chết thì thương xót, nghỉ triều 3 ngày, lấy tước vương mới phong, chuẩn đổi làm truy tặng, tức Ninh Thuận Quận vương (寧順郡王), thụy là Đoan Túc (端肅) . 
Ngày an táng, vua sai quan đến tế một đàn, cho dựng đền ở xã Tiên Nộn, huyện Phú Vinh (nay là Phú Vang).

## Gia quyến
- Cha: Minh Mạng.
- Mẹ: Trang tần Trần Thị Tuyến.
- Em trai: Trấn Man Quận công Nguyễn Phúc Miên Tích (1823 - 1866), trước tên là Thực (㝜). Năm 21 tuổi được phong làm Quận công. Mất dưới thời Tự Đức, thụy là Cung Huệ (恭惠), cho dựng đền thờ ở ấp Trung Bộ, huyện Hương Trà. Có chín con trai và tám con gái. Con trai thứ 7 là Hồng Tuynh tập phong Kỳ ngoại hầu.

Ninh Thuận Quận vương có tất cả 34 con trai và 41 con gái.
- Con trưởng Nguyễn Phúc Hồng Tự, ân phong Hàm Ân Đình hầu, sau tập tước làm Ninh Thuận Huyện công
- Con thứ Nguyễn Phúc Hồng Phẩm, tập phong Ninh Thuận Huyện hầu
- Con thứ Nguyễn Phúc Hồng Kỷ[1]
- Con thứ Nguyễn Phúc Hồng Duy[1]
- Công nữ Hy Lợi, lấy Cẩm y Hiệu úy Nguyễn Khoa Thi, có con trai là Nguyễn Khoa Kiểm. Kiểm lấy Mậu Lâm công chúa Đoan Cẩn, con vua Thiệu Trị.